# Nadarzyce (powiat złotowski)
Nadarzyce (niem. Rederitz) – wieś w Polsce nad rzeką Piławą, położona w województwie wielkopolskim, w powiecie złotowskim, w gminie Jastrowie.
W latach 1975–1998 miejscowość należała administracyjnie do województwa pilskiego.

## Historia
Wieś królewska Nadorycz starostwa wałeckiego, pod koniec XVI wieku leżała w powiecie wałeckim województwa poznańskiego prowincji wielkopolskiej. Pierwsza wzmianka pochodzi z 1586, w 1602 wybudowano młyn na Piławie. W 1641 przy kościele czynna była szkoła. Wieś anektowana przez Królestwo Prus w I rozbiorze Polski.
W latach 1930–1934 powstały umocnienia Wału Pomorskiego, a na Piławie zapora i elektrownia zasilająca wielopiętrowe bunkry. W czasie II wojny światowej istniał tu niemiecki obóz jeniecki Stalag II F Rederitz, w którym śmiercią głodową zgładzono 12 tysięcy jeńców radzieckich. 
W trakcie II wojny światowej miejsce najkrwawszych walk stoczonych przez 1 Armię WP o przełamanie Wału Pomorskiego. W dniu 5 lutego 1945 roku frontalne ataki dwóch polskich pułków piechoty (14 pp oraz 18 pp) skończyły się niepowodzeniem, a szczególnie zacięte walki toczyły się o miejscowy cmentarz, który kilka razy przechodził z rąk do rąk. Wieś udało się opanować po trzech dniach, a najdrożej ten sukces okupił 18. Pułk Piechoty, w którym poległo lub zostało rannych 557 żołnierzy i oficerów, czyli ponad połowa stanu jednostki w chwili rozpoczęcia walki o Nadarzyce.

## Infrastruktura
We wsi znajduje się kościół pw. św. Wawrzyńca z 1964 r. U ujścia rzeki Piławy z Zalewów Nadarzyckich znajduje się jaz elektrowni wodnej, natomiast na płn.–zach. od miejscowości, za rzeką Piławą, zachowane schrony żelbetonowe – fragment umocnień Wału Pomorskiego.
W pobliżu wsi znajduje się wojskowe lotnisko Nadarzyce i 21 Centralny Poligon Lotniczy.